# Nádia Cruz
Nádia Vanda Sousa Eloy Cruz (ur. 12 lipca 1975) – angolska pływaczka, czterokrotna olimpijka.
Wystąpiła na igrzyskach w 1988, 1992, 1996, 2000.
W 1988 wzięła udział w zawodach na 100 m żabką. Zajęła ostatnie, 42. miejsce. W swoim wyścigu eliminacyjnym osiągnęła czas 1:24,46, który dał jej 4. pozycję.
W 1992 wystartowała w tej samej konkurencji. Uplasowała się jedno miejsce wyżej niż 4 lata wcześniej. W swoim wyścigu eliminacyjnym jej rezultat wyniósł 1:21,50, co dało jej 4. pozycję.
W 1996 wystąpiła w dwóch konkurencjach: na 100 i 200 m żabką. Na krótszym dystansie zajęła 43., a na dłuższym  37. miejsce. W wyścigach eliminacyjnych osiągnęła odpowiednio czasy 1:16,62, który dał jej 7. pozycję i 2:44,24, który zapewnił 5. lokatę.
W 2000 ponownie wzięła udział w jednej konkurencji, którą było 100 m żabką. Uplasowała się na 38. pozycji, zajmując w swym wyścigu eliminacyjnym 7. miejsce z czasem 1:19,57.